# Interkontinentální pohár 1972
Třináctý ročník Interkontinentálního poháru byl odehrán ve dnech 6. září a 28. září 1972. Ve vzájemném dvouzápase se střetli vítěz Poháru mistrů evropských zemí ročníku 1971/72 - AFC Ajax a vítěz Poháru osvoboditelů ročníku 1972 - CA Independiente.

## 1. zápas
| 6. září 1972     |        |            |                                                                         |
| CA Independiente | 1 : 1  | AFC Ajax   | Estadio Libertadores de América, Buenos Aires rozhodčí: Tofik Bachramov |
| Francisco Sá 81' | report | 5' Cruijff | Estadio Libertadores de América, Buenos Aires rozhodčí: Tofik Bachramov |

## 2. zápas
| 28. září 1972             |        |                  |                                                    |
| AFC Ajax                  | 3 : 0  | CA Independiente | Olympijský stadion, Amsterdam rozhodčí: José Romei |
| Neeskens 12' Rep 65', 80' | report |                  | Olympijský stadion, Amsterdam rozhodčí: José Romei |

## Vítěz
| Interkontinentální pohár 1972 AFC Ajax (1. vítězství) |